# St. Georg (Großweil, alt)

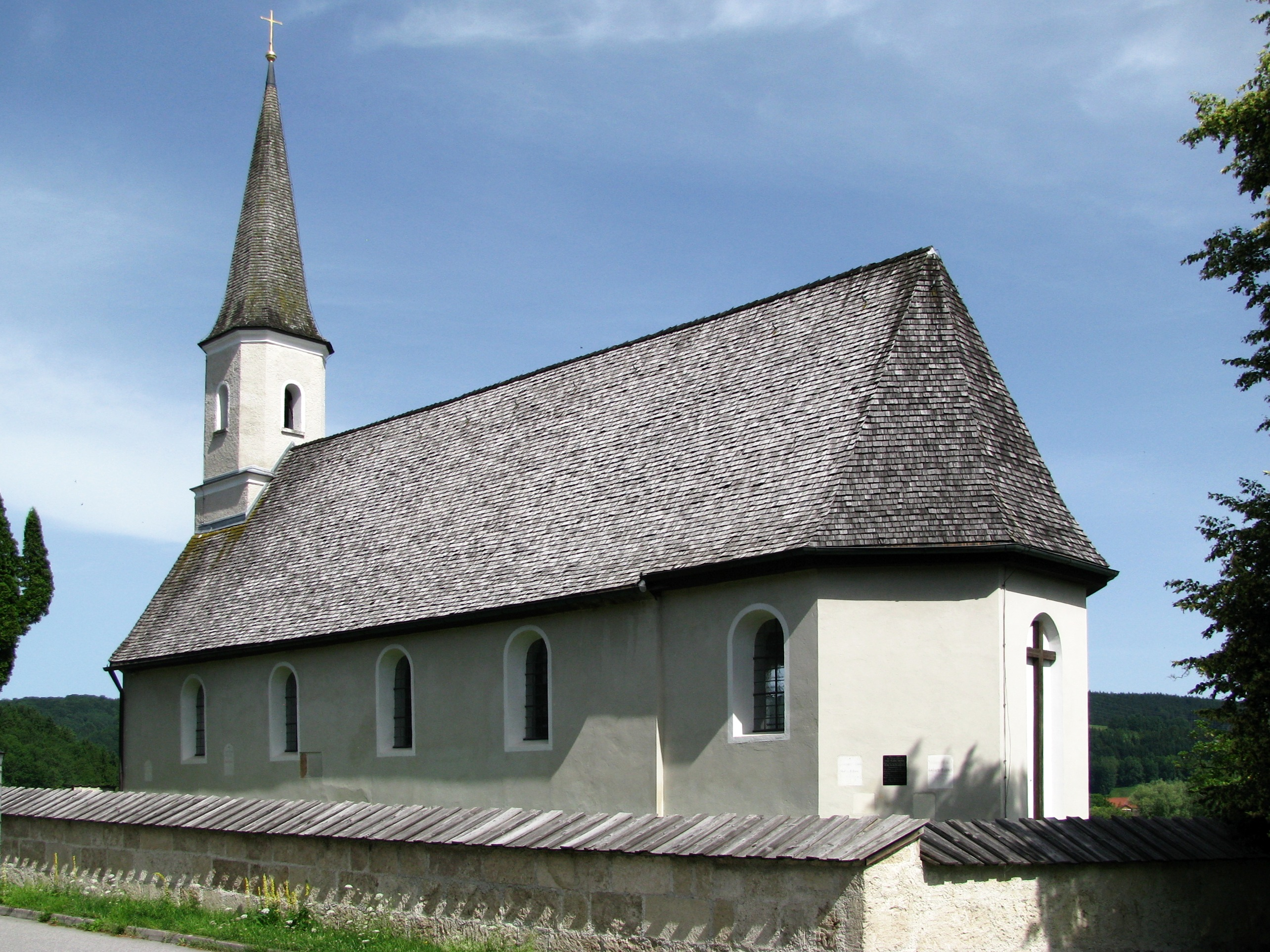
St. Georg in Großweil

Die römisch-katholische Filialkirche St. Georg in Großweil im oberbayerischen Landkreis Garmisch-Partenkirchen gehört als Teil der Pfarrei St. Tertulin Schlehdorf im Pfarrverband Heimgarten-Schlehdorf-Ohlstadt-Großweil zum Dekanat Werdenfels des Erzbistums München und Freising. Das Gotteshaus mit der Adresse Alter Kirchenweg 3 steht unter Denkmalschutz.

## Geschichte
Die im Kern spätgotische Kirche wurde im 18. Jahrhundert barock umgestaltet und 1835 verlängert und mit einem neuen Turm versehen.
Durch den großen Bevölkerungszuwachs in Großweil nach dem Zweiten Weltkrieg wurde die Kirche zu klein und ein Neubau notwendig, der 1961/62 keine 100 Meter südlich errichtet wurde: Neu-St.-Georg. Seit der letzten größeren Renovierung finden in Alt-St.-Georg wieder Werktagsmessen statt.

## Beschreibung und Ausstattung

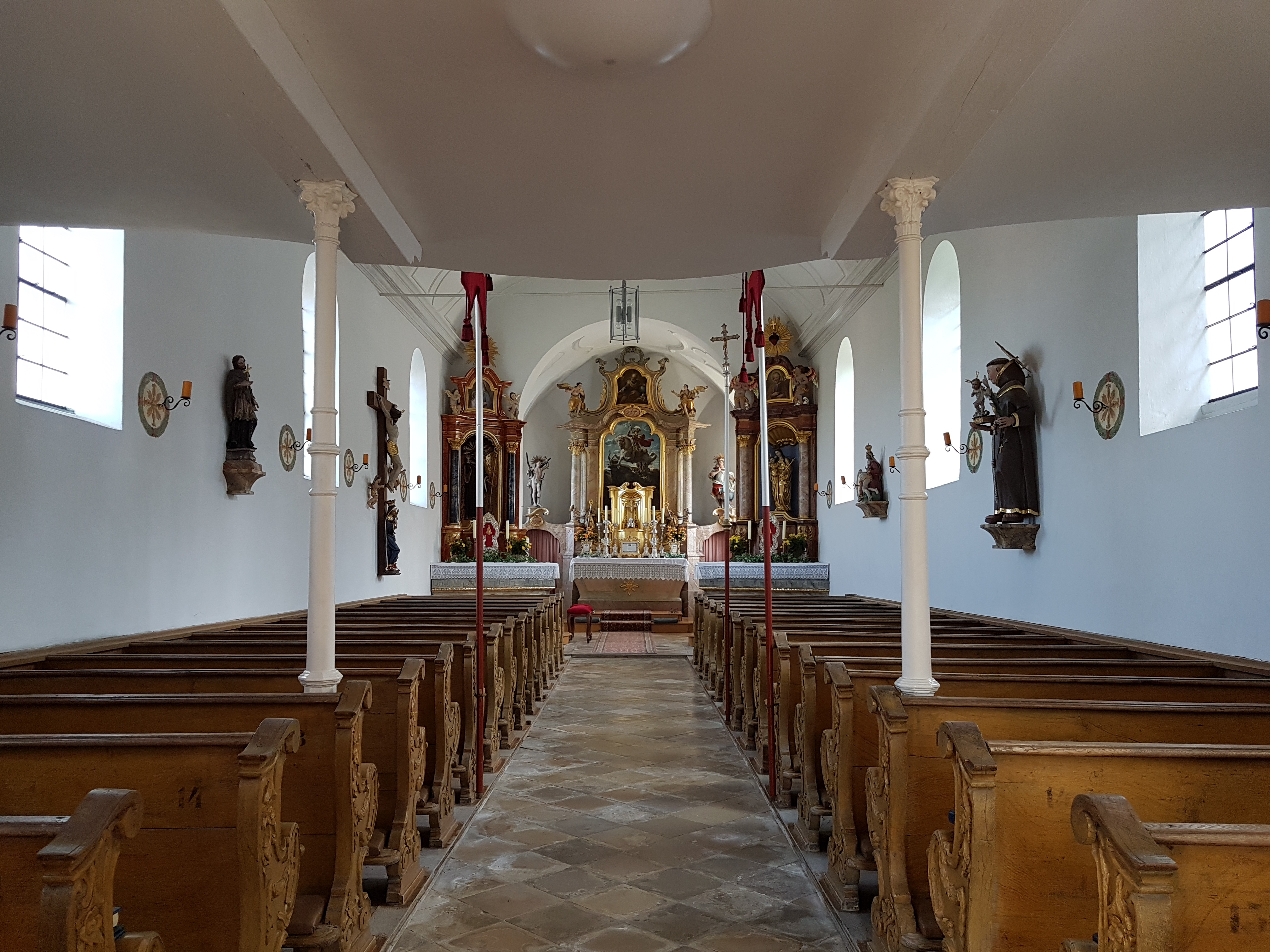
Innenansicht

Die geostete barockisierte Saalkirche besitzt im Westen einen Dachreiter-Turm.
Der Rokoko-Choraltar wurde 1778 vom Kleinweiler Kistler Johann Georg Miller gefertigt. Links vom Tabernakel befindet sich eine Figur der heiligen Scholastika, rechts des heiligen Benedikt. Das Laiengestühl wurde 1794 hergestellt.
Rechts über der Türe zur ehemaligen Sakristei wurde bei der letzten großen Renovierung ein gotisches Fresko aus dem 13. oder 14. Jahrhundert freigelegt. Es stellt die Dornenkrönung Christi dar. Ebenfalls bei der Renovierung von 1986/87 wurde eine Chorschrankenplatte aus Sandstein gefunden, die um das Jahr 800 oder um die Mitte des 9. Jahrhunderts entstand.
Die Kirche ist umgeben von der spätmittelalterlichen Friedhofsmauer aus Tuffsteinquadern und Bruchstein.